# Batuhan Altıntaş
Mustafa Batuhan Altıntaş (sinh 14 tháng 3 năm 1996) là một cầu thủ bóng đá Thổ Nhĩ Kỳ thi đấu ở vị trí tiền đạo cho Giresunspor, mượn từ Hamburger.

## Sự nghiệp chuyên nghiệp
Ngày 4 tháng 7 năm 2015 trên trang chủ chính thức của Hamburger SV thông báo rằng Altintas đã ký hợp đồng với câu lạc bộ sẽ ở lại đến năm 2017.

## Cuộc sống cá nhân
Ông nội của Batuhan Mustafa Altıntaş, cha của anh, Yusuf Altıntaş, và cậu của anh, Yaşar Altıntaş đều chơi bóng chuyên nghiệp tại giải Süper Lig của Thổ Nhĩ Kỳ.